# Butimba (Mwanza)
Butimba è una circoscrizione urbana (urban ward) della Tanzania situata nel distretto di Nyamagana, regione di Mwanza. Conta una popolazione di 46 944 abitanti (censimento 2012).